# 誓願寺 (福岡市)
誓願寺（せいがんじ）は、福岡県福岡市西区にある真言宗御室派の寺院。山号は登志山。本尊は阿弥陀如来。

## 歴史
この寺は、1175年（安元元年）寛智によって開創され、治承年間（1177年〜1180年）明菴栄西がこの寺の開堂のための法会を行っている。

## 文化財
国宝
- 誓願寺盂蘭盆縁起　栄西筆（附:誓願寺建立縁起）

重要文化財
- 孔雀文沈金経箱　延祐二年製造の銘あり
- 法華経（開結共）・理趣経・法華経 12巻
- 銭弘俶八万四千塔

## 所在地
- 福岡県福岡市西区今津851